# Josef Tekoa
Josef Tekoa (hebrejsky יוסף תקוע‎, rodným jménem Josef Tokc'inski, hebrejsky יוסף טוקצ'ינסקי‎; 4. března 1925 – 14. dubna 1991) byl izraelský diplomat, který v letech 1968 až 1975 zastával post stálého zástupce Izraele při Organizaci spojených národů (OSN), a prezident a následně kancléř Ben Gurionovy univerzity v Negevu (1975–1981, respektive 1981–1991).

## Biografie
Narodil se ve Lvovicích v Polsku (dnešní Rusko) a v pěti letech emigroval s rodinou do Charbinu v Mandžusku a následně do Šanghaje, kde se jeho rodina aktivní v oblasti mezinárodního obchodu. Vystudoval právo na Université l'Aurore v Šanghaji a poté pokračoval ve studiu na Harvard University, kde v roce 1948 získal magisterský titul v oboru mezinárodních vztahů. Následně podnikl aliju do Izraele, kde se v roce 1949 stal právním poradcem na ministerstvu zahraničních věcí. V roce 1953 stál v čele izraelské delegace, která dojednávala podmínky příměří s Egyptem, Jordánskem, Sýrií a Libanonem a tuto pozici zastával po dalších pět let.
V roce 1958 se stal členem izraelské delegace při Organizaci spojených národů. Následovaly velvyslanecké pozice v Brazílii (1960–1962) a v Sovětském svazu (1962–1965). Další dva roky působil v pozici náměstka generálního ředitele na ministerstvu zahraničních věcí a v roce 1968 se stal stálým zástupcem Izraele při OSN, kde působil až do roku 1975. V době jeho působení v této pozici byl Izrael napaden v jomkipurské válce (1973) a Tekoa při této příležitosti na půdě OSN pronášel tvrdé proslovy.
Po svém návratu do Izraele byl zvolen prezidentem Ben Gurionovy univerzity v Negevu, kterým byl až do roku 1981, kdy byl zvolen kancléřem univerzity. Tento post pak zastával až do své smrti v roce 1991. Poslední rok svého života žil v New Yorku, kde pracoval na rozvojových projektech univerzity. Zemřel na infarkt myokardu.
Byl ženatý a se svou ženou Rut (v letech 1984 až 1991 byla předsedkyní izraelské pobočky Mezinárodní ženské sionistické organizace) měli tři děti, dceru Michel a syny Gilada a Jorama. Mluvil plynně několika jazyky, včetně angličtiny, francouzštiny, hebrejštiny a ruštiny. Ve městě Beerševa je na jeho počest pojmenována jedna z ulic.
Tehdejší izraelský velvyslanec ve Spojených státech Zalman Šoval o něm po jeho smrti prohlásil: „Byl bezesporu jedním z našich nejskvělejších a nejenergetičtějších mluvčí v OSN a bude sloužit jako vzor pro mnoho našich velvyslanců ve stejných pozicích. Popíral stereotyp diplomata, který se vyhýbá projevu v běžném jazyce a konfrontaci kdykoli to je možné. Jeho styl projevu byl energetický, možná i agresivní.“